# クラシックカー・コレクション
クラシックカー・コレクション（原題：Chasing Classic Cars）は、F40モータースポーツというクラシックカー専門にレストア及びセールスを行う店のオーナーであるウエイン・カリーニをMCする米国のテレビ番組である。

## 番組概要
番組では、ウエインがクラシックカーをみつけて購入し、レストアを施し、オークションにて転売する。
米国では、2008年6月3日から2015年7月4日までの間、シーズン1からシーズン8までの全131話が放送された。日本では、ディスカバリーチャンネルにて放送されている。ウエインの声優は西村知道。